# Equini
Equini – plemię ssaków z podrodziny Equinae w obrębie rodziny koniowatych (Equidae).

## Systematyka
Do plemienia należy jeden występujący współcześnie rodzaj:
- Equus Linnaeus, 1758 – koń

Opisano również rodzaje wymarłe:
- Astrohippus Stirton, 1940[19]
- Boreohippidion Avilla, Bernardes & Mothé, 2015[20] – jedynym przedstawicielem był Boreohippidion galushai (MacFadden & Skinner, 1979)
- Dinohippus Quinn, 1955[13]
- Haringtonhippus Heintzman, Zazula, MacPhee, Scott, Cahill, McHorse, Kapp, Stiller, Wooller, Orlando, Southon, Froese & Shapiro, 2017[21] – jedynym przedstawicielem był Haringtonhippus francisci (Hay, 1915)
- Heteropliohippus Kelly, 1995[22] – jedynym przedstawicielem był Heteropliohippus hulberti Kelly, 1995
- Hippidion R. Owen, 1869[23]
- Parapliohippus Kelly, 1995[24] – jedynym przedstawicielem był Parapliohippus carrizoensis (Dougherty, 1940)
- Pliohippus Marsh, 1874[25]